# Marats Kasems
Marats Kasems (n. 14 martie 1990, Riga, Republica Sovietică Socialistă Letonă, URSS) este un jurnalist leton și fost redactor-șef al Sputnik Lituania, un mijloc de informare controlat de agenția de stat rusă Rossiya Segodnya⁠(d). Este cunoscut pentru activitatea sa în mass-media rusă, implicarea sa politică în Letonia și procesele judiciare⁠(d) legate de securitatea națională⁠(d).

## Copilărie și educație
Kasems s-a născut dintr-un tată yemenit și o mamă letonă. Tatăl său, Fadel Kasem, a servit în armată. A studiat pianul la școala de muzică din Salaspils și a început studii de științe politice la Universitatea din Letonia, pe care însă nu le-a finalizat. Ulterior, a obținut un masterat la Universitatea Rusă de Prietenie a Popoarelor.

## Activitate politică
În 2013, Kasems a candidat la consiliul municipal din Salaspils din partea partidului Armonia⁠(d). A fost exclus din partid după publicarea unui videoclip în care își exprima frustrarea față de rezultatele alegerilor folosind un limbaj vulgar.
În 2018 a participat la alegerile parlamentare ca și candidat al coaliției politice „Pentru o alternativă” (Par Alternatīvu), prezentându-se ca jurnalist al Rossiya Segodnya.

## Activitatea în mass-media rusă
Kasems a fost numit redactor-șef al Sputnik Lituania. În 2019, autoritățile lituaniene l-au declarat persona non grata și i-au interzis intrarea în țară pentru o perioadă de cinci ani, invocând motive de securitate națională.

## Arestarea și procesul în Letonia
La 30 decembrie 2022, Kasems a fost arestat de Serviciul de Securitate al Statului Leton la întoarcerea în țară. A fost acuzat că a sprijinit un stat străin în acțiuni împotriva Republicii Letonia, conform articolului 84 din Codul Penal leton. A fost de asemenea suspectat de încălcarea Sancțiunilor Uniunii Europene împotriva Rusiei și de spionaj.
În aprilie 2023 a fost eliberat pe cauțiune și i s-a interzis să părăsească țara. În iulie 2023, a fost declarat vinovat și amendat cu 15.500 de euro, luându-se în considerare mărturisirea și remușcările sale.

## Interviuri ulterioare
În august 2023, Kasems a acordat un interviu portalului de știri Delfi, în care și-a descris munca pentru conducătorul media rus Dmitri Kiselev ca fiind o „muncă murdară” și prost plătită. A declarat că nu dorește să se întoarcă în Rusia. Interviul a fost ulterior șters de pe site. Într-un alt interviu acordat canalului leton TV3 Letonia, și-a exprimat interesul de a candida din nou pentru Saeima.

## Opinii
Kasems a susținut că Letonia, ca stat mic, trebuie să folosească toate mijloacele disponibile pentru a-și proteja spațiul informațional. De asemenea, a pledat pentru o identitate națională letonă incluzivă, sugerând că toți rezidenții de lungă durată ar trebui considerați letoni și patrioți. A subliniat că popularitatea canalelor de televiziune interzise evidențiază fracturi sociale nerezolvate și vulnerabilități informaționale.